# Louis Éconches Feuillée
El padre Louis Éconches Feuillée (a veces escrito Feuillet), conocido como Louis Feuillée (Mane, Forcalquier, 1660-Marsella, 18 de abril de 1732), fue un sacerdote de la orden de los Mínimos, explorador, botánico, geógrafo y astrónomo francés.

## Sus viajes

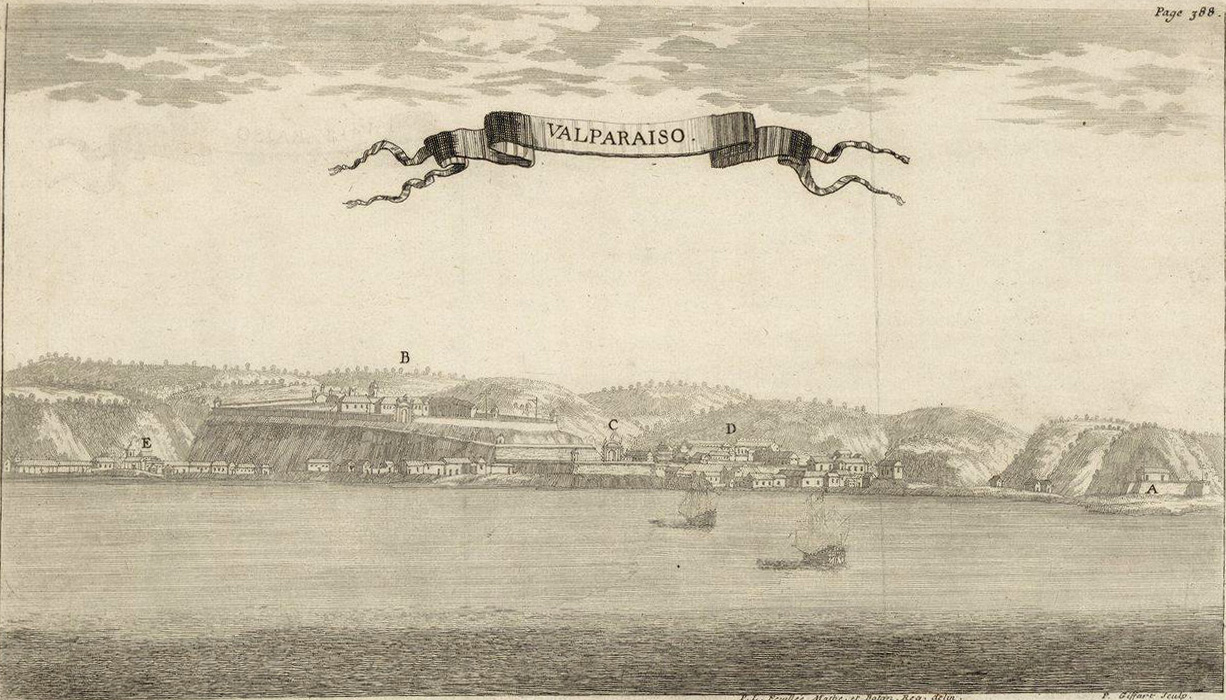
Vista de Valparaíso dibujada por Feuillée

Realizó sus estudios en un convento de los Mínimos de Mane y se consagró a las ciencias. Fue alumno de Jean Mathieu de Chazelles (1657-1710) en astronomía y cartografía, mientras que Charles Plumier, que había descrito más de 6.000 especies botánicas en un viaje al Caribe, le enseñó botánica.
Llamó la atención de los miembros de la Academia de las Ciencias Francesa y, en 1699, fue enviado por orden del rey al Levante en compañía de Jacques Cassini a fin de determinar la posición geográfica de un cierto número de puertos marítimos y de ciudades. El éxito de tal empresa le condujo a efectuar un viaje similar a las Antillas en 1703: salió de Marsella el 5 de febrero de 1703 y arribó a Martinica el 11 de abril.
Una grave dolencia le retrasó, mas en septiembre del año siguiente, navegó a lo largo de la costa septentrional de América del Sur efectuando innumerables observaciones.
Durante sus jornadas en las Antillas, localizó nuevas especies de la flora local y esbozó la cartografía de Martinica. Exploró también la costa venezolana antes de retornar a Francia en 1706. Su labor le valió el reconocimiento del gobierno, e inmediatamente hizo preparativos para un viaje de más duración por la costa occidental de Sudamérica, a fin de proseguir sus observaciones. Nombrado «matemático real» por Luis XIV y portador de cartas de recomendación emanadas del ministerio, se embarcó en Marsella el 14 de diciembre de 1707.
Esta vez llegó a Argentina, franqueando el cabo de Hornos y tras un viaje movido, arribó a Concepción, Chile el 20 de enero de 1709. Permaneció un mes en esa ciudad realizando observaciones astronómicas, botánicas y zoológicas, y en febrero puso rumbo a Valparaíso. Tras pasar por Perú, en agosto de 1711 retornó a Francia, donde publicó un inventario completo de sus observaciones en tres volúmenes (1714-1725). Luis XIV le concedió una pensión e hizo construir un observatorio para él en el convento de los Mínimos, en Saint-Michel, Marsella. En este viaje desembarcó en 1708 en la desierta bahía en donde, poco más de dos décadas después, se fundaría la ciudad de Montevideo para acampar durante un tiempo y realizar estudios y mediciones. Trabajó una pequeña huerta en la zona del Miguelete y formó parte de una incursión por las inmediaciones de la costa desde el cabo Santa María hasta la bahía de Montevideo y trazó dibujos de plantas y animales, con lo que puede ser considerado el primer naturalista en pisar Uruguay.
Las colonias españolas de América Central y del Sur fueron muy exploradas por científicos franceses en ese periodo. Estos científicos eran a la vez «consejeros científicos» no oficiales y espías. Entre 1735 y 1744, científicos como Louis Godin (1704-1760), Charles Marie de La Condamine (1701-1774) y Pierre Bouguer (1698-1758) hicieron tales expediciones.

## Los descubrimientos
Tras su viaje por América del Sur, describió y cartografió las islas de Trinidad y Tobago, el Río de la Plata, las islas Malvinas, la bahía de Coquimbo, Arica, Lima, las rutas del Callao, y la ciudad de Pisco. También dibujó numerosos paisajes del sur de América. En su Journal des observations physiques, mathématiques, et botaniques, Vol. I, evocó las fresas de Concepción, Chile (Fragaria chiloensis) :

Muchos frutos, como las peras, las manzanas, las fresas, etc. están en maduración; y nososotros las servimos como postre y tienen un gusto maravilloso, con un tamaño igual al de nuestras más grandes nueces, su color es de un blanco pálido; las preparamos de la misma manera que lo hacemos en Europa; aunque no tienen ni el color ni el gusto de las nuestras, son excelentes.

Feuillée no incluyó ningún ejemplar de fresas en su colección de especímenes botánicos que llevó a Francia. Cuatro meses después de su retorno, Luis XIV envió al ingeniero Amédée-François Frézier a Sudamérica para una misión de inspección de las fortificaciones españolas.
Frézier fue en realidad el primero en llevar plantas de Fragaria chiloensis con estas nuevas frutas al Viejo Continente. No estuvo de acuerdo con Feuillée en cuanto a sus mediciones de latitudes y de longitudes de la costa sudamericana y de los principales puertos de Chile y de Perú. Señaló numerosos errores de Feuillée, creando un clima de polémica entre los dos exploradores.
Gracias a un hidrómetro de su invención, Feuillée demostró que el Mediterráneo es más salado que el Atlántico, y que el agua dulce del Amazonas se adentra profundamente en el Atlántico. Trazó un mapa de América del Sur que permitía localizar con precisión los contornos de las costas pacíficas y atlánticas del subcontinente sudamericano.
Descubrió en la Vía Láctea Austral tres nebulosas oscuras. En materia de botánica, Feuillée estudió la fuchsia, la capuchina, la oxalis, la alstroemeria, la papaya, la chirimoya y el solanum.
Un siglo antes que Alexander von Humboldt (1769-1859), Feuillée descubrió la existencia de una gran corriente marina circular que ubicó en las costas chilenas y peruanas, hoy llamada corriente de Humboldt. Así mismo, observó la inversión de las estaciones al sur y al norte del ecuador.
En 1724, después de su cuarto y último viaje, llegó a las islas Canarias y determinó la posición del meridiano de la isla de Hierro.

## El monstruo de Feuillée
Feuillée describió científicamente numerosas especies sudamericanas por primera vez, incluyendo un ejemplar monstruoso nacido de una oveja que pudo ver en Buenos Aires (Journal, Vol. I).

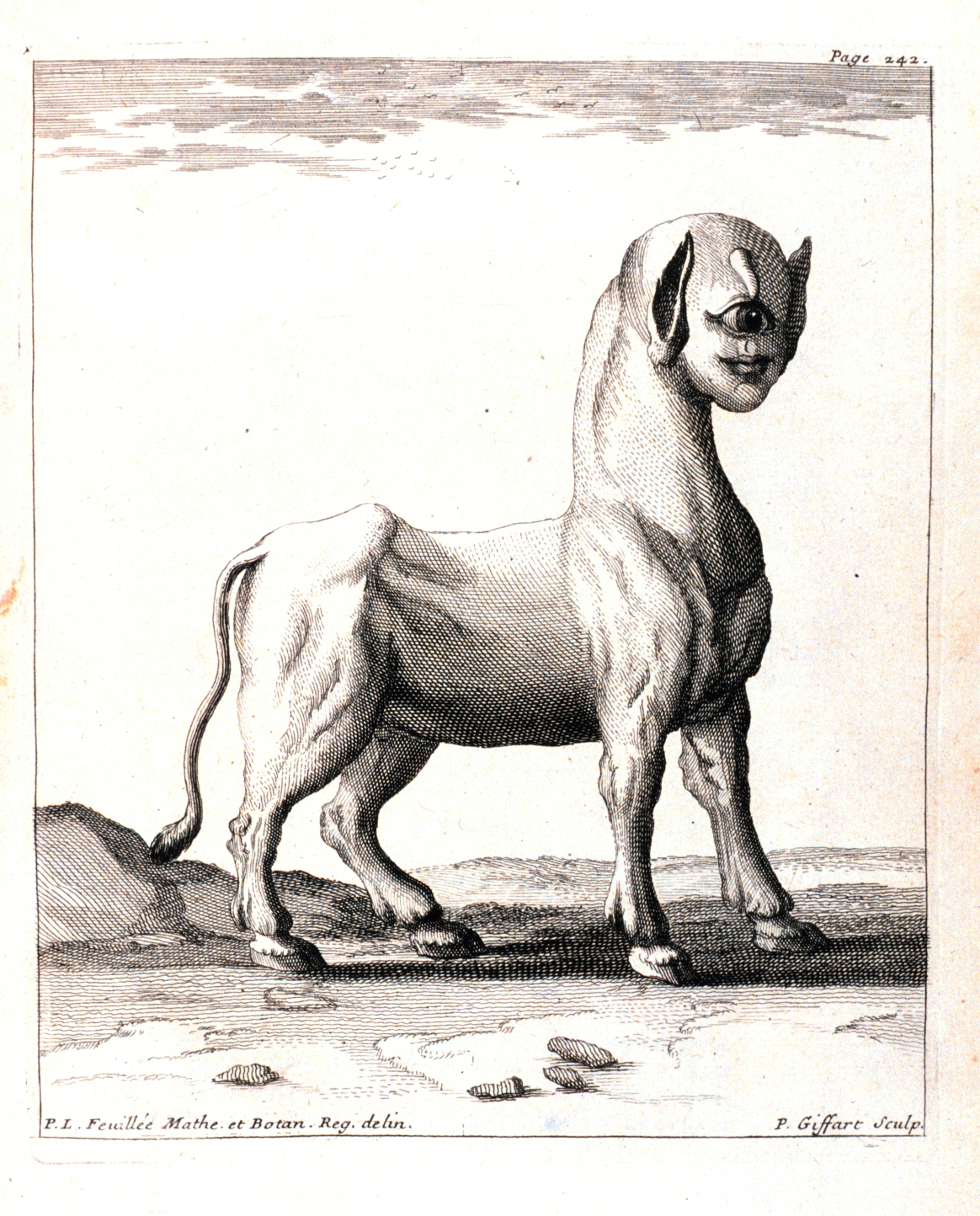
El monstruo de Feuillée

El monstruo visto y reproducido en la figura, fue parido en Buenos Aires el 26 del mes de agosto. Tiene el contraste de tres semejanzas con un niño, un caballo, y una oveja, sorprendiendo al más cauto. Le pregunté a la persona que me lo mostró, si podía examinarlo con atención en todas sus partes, para una descripción fiel; mas no me lo permitió. Pero pude examinarlo rápidamente, y memorizarlo, con las partes principales. (...)

## Honores

### Eponimia
Toponimia
- Cráter Feuillée en la Luna

Botánica
Género
- (Cucurbitaceae) Fevillea (o Feuillea) L.
- (Fabaceae) Feuilleea Kuntze

Especies
- (Brassicaceae) Crambe feuilleei A.Santos ex Prina & Mart.-Laborde
- (Fabaceae) Feuilleea feuilleei Kuntze

| Algunas plantas alimentarias descritas y dibujadas por Feuilée: |  |  |  |  |
|                                                                 |  |  |  |  |

| Algunas plantas comunes o medicinales descritas y dibujadas por Feuilée: |  |  |  |  |
|                                                                          |  |  |  |  |

## Galería

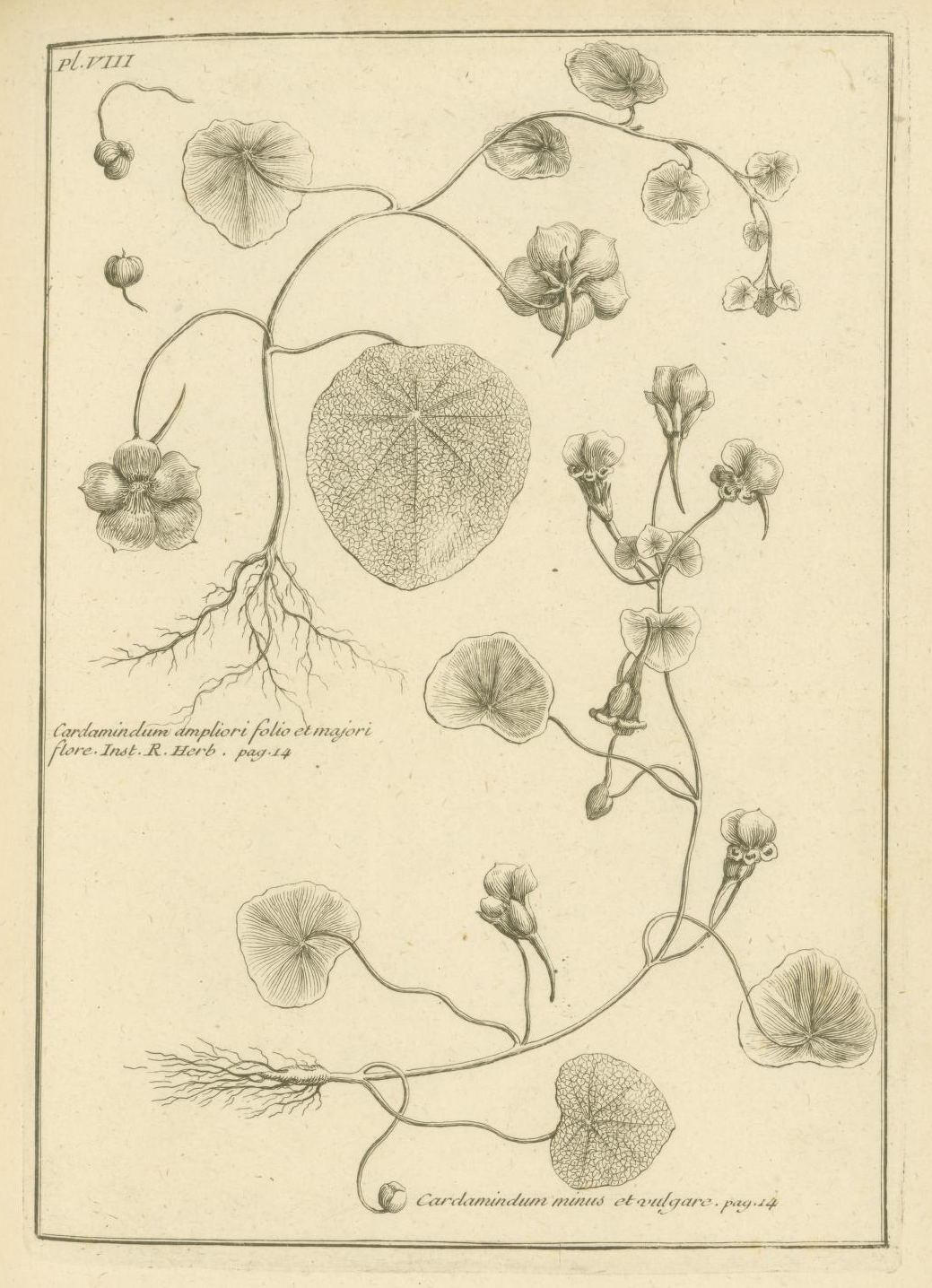
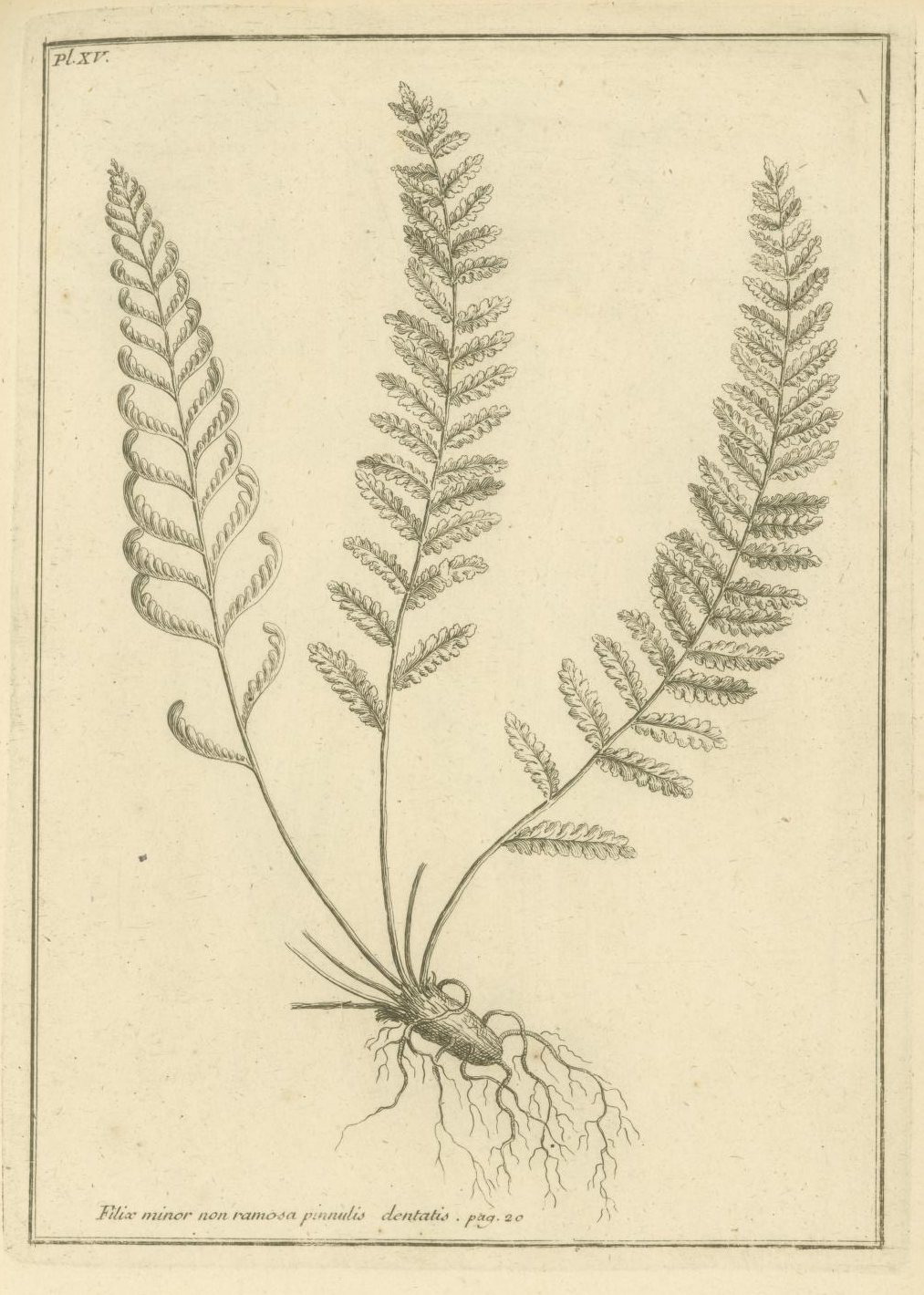
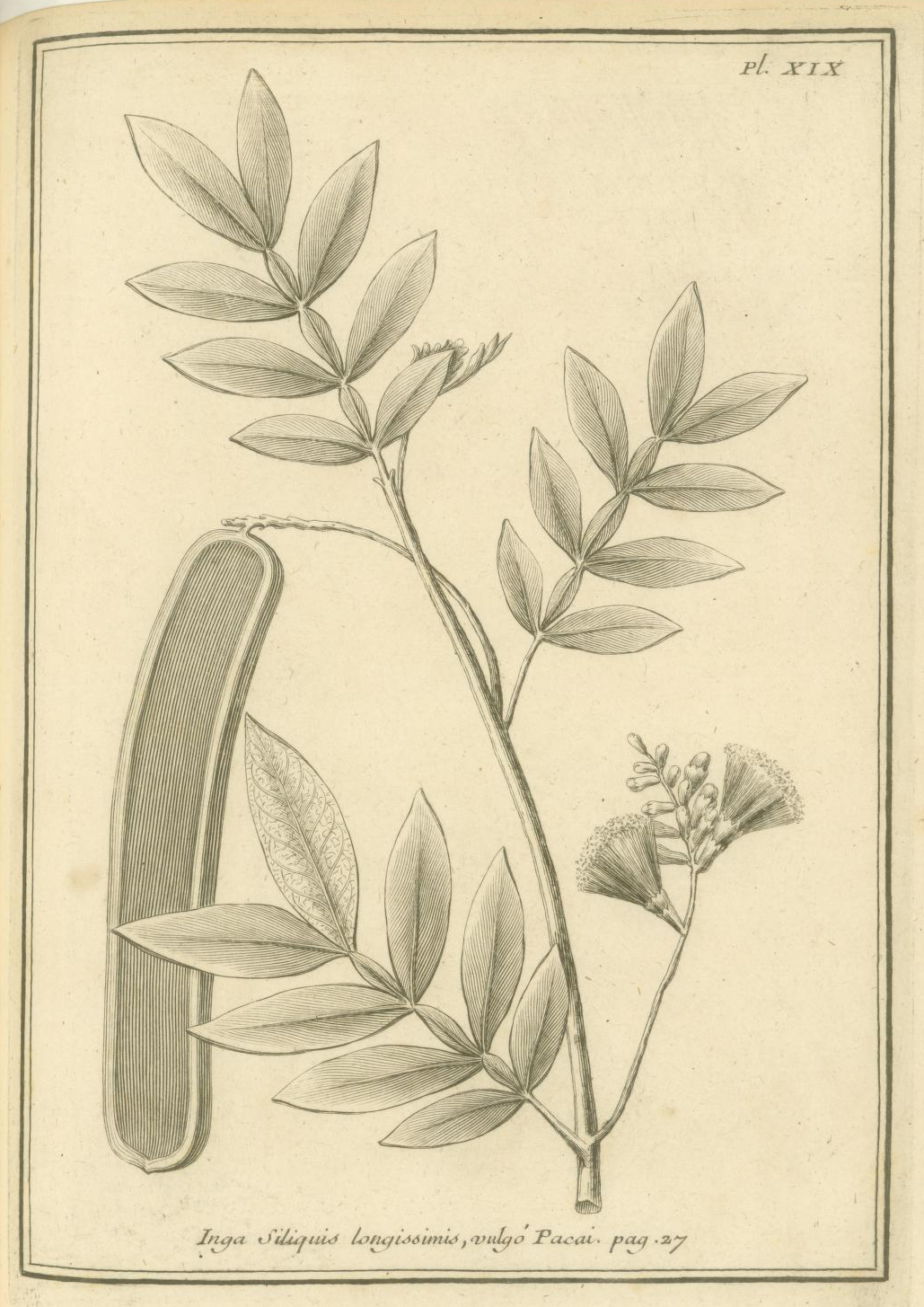
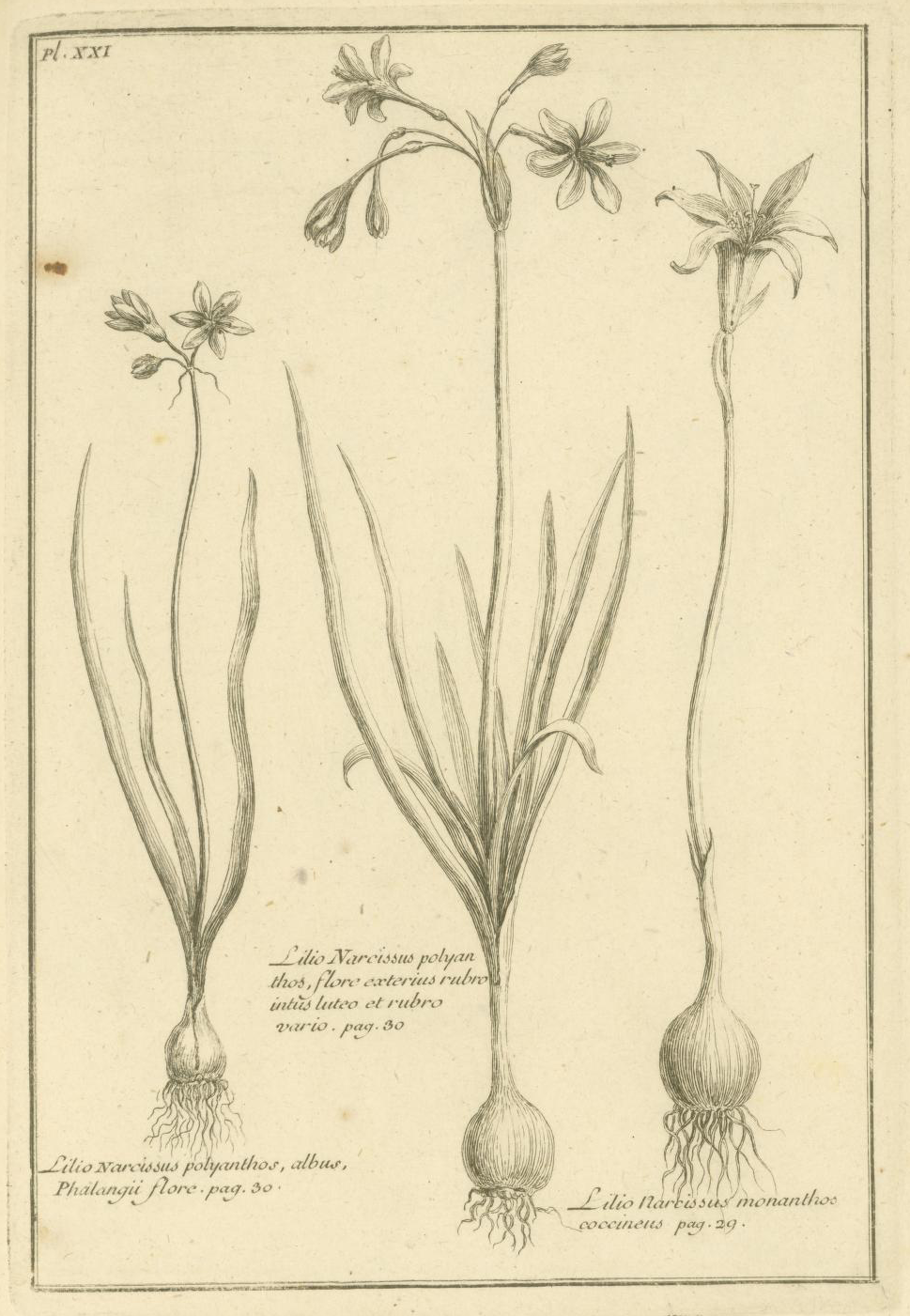
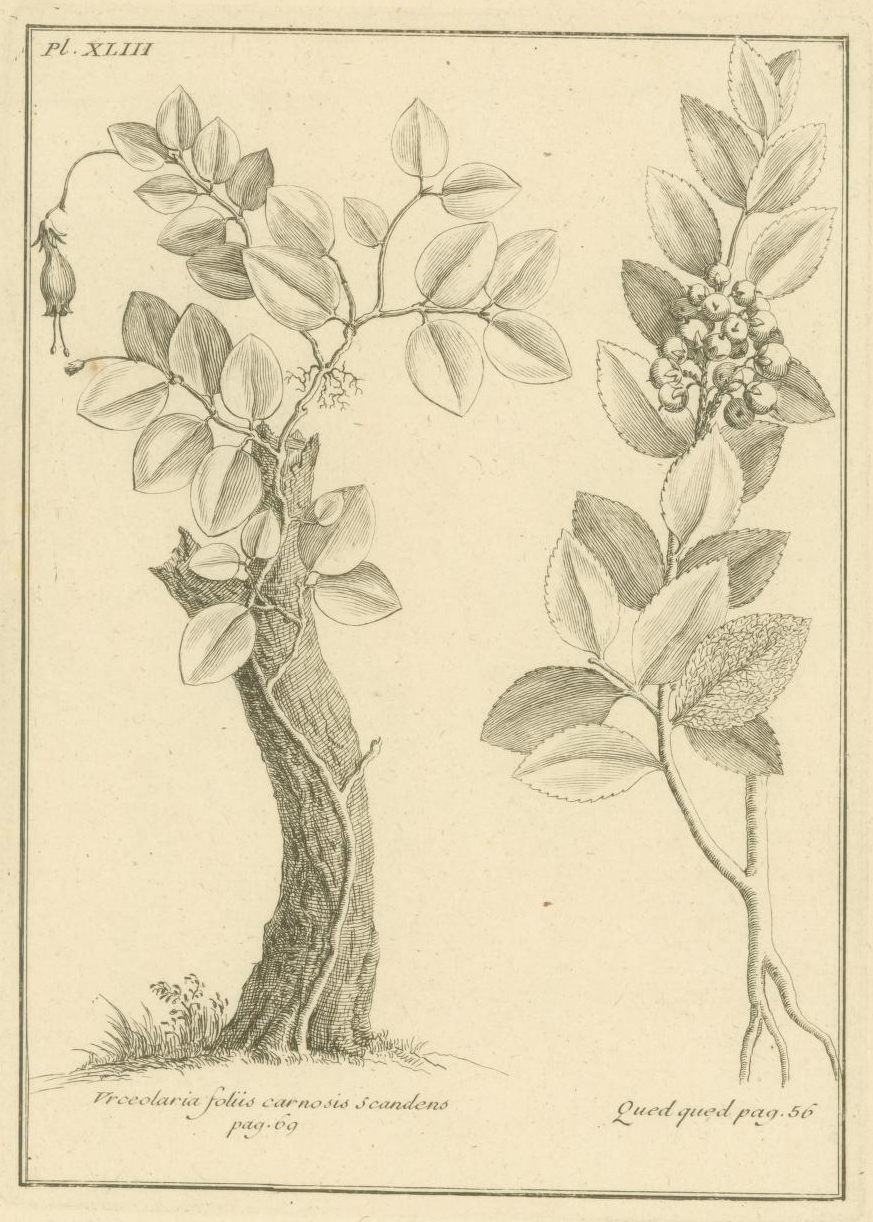
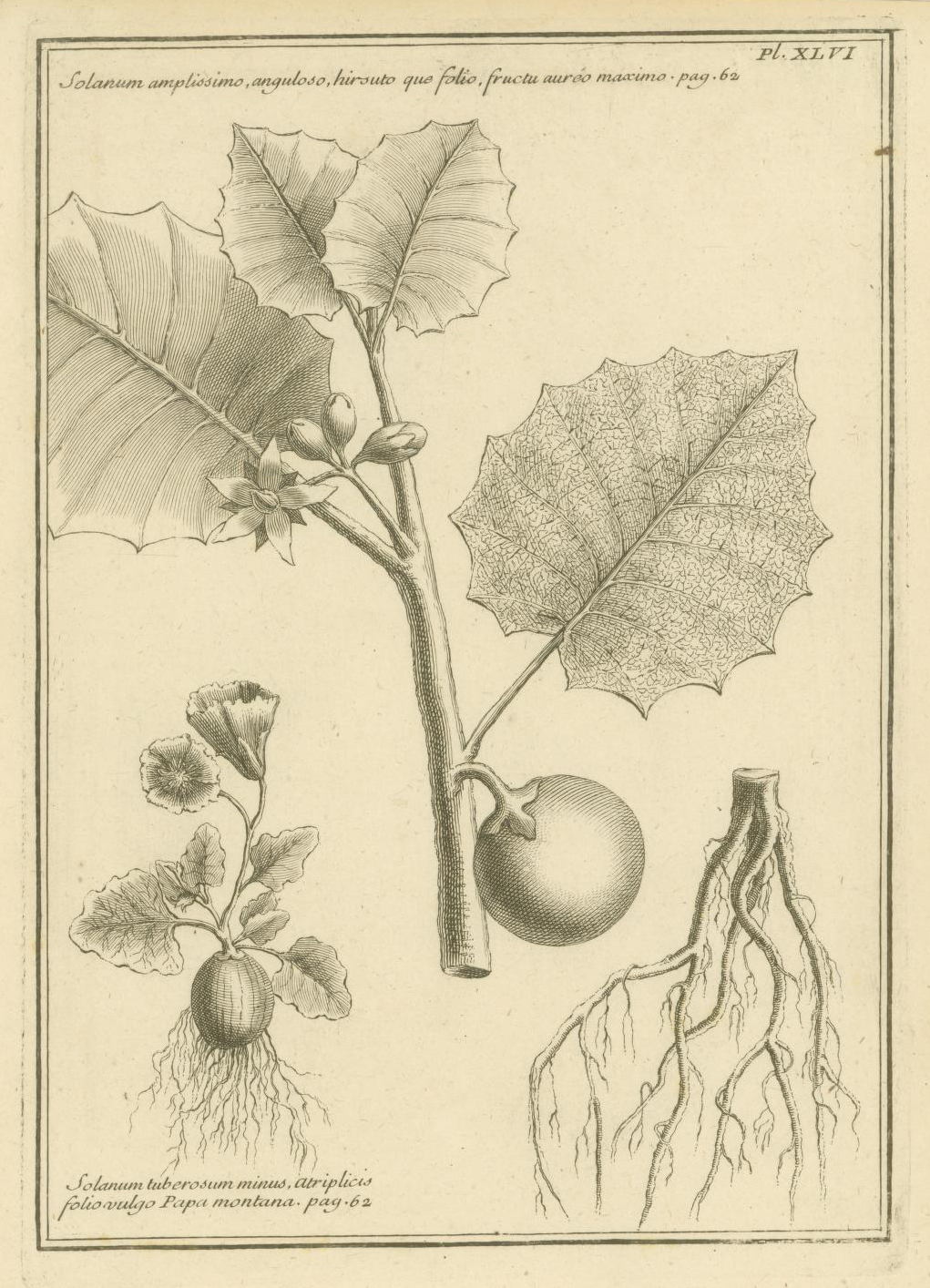

## Abreviatura (zoología)
La abreviatura Feuillée  se emplea para indicar a Louis Éconches Feuillée como autoridad en la descripción y taxonomía en zoología.